# Ismo (rapper)
Ismail Houllich (Breda, 12 februari 1990), bekend onder de artiestennaam Ismo, is een Marokkaans-Nederlandse rapper. Hij brak in 2014 door met zijn single #Eenmans; zijn debuutalbum De waarheid kwam bij iTunes op nummer 1 binnen. Meerdere YouTube-video's werden miljoenen keren bekeken, waaronder enkelen meer dan tien miljoen keer.

## Biografie

### Begin
Houllich groeide op in de Bredase wijk Heuvel. Toen hij een jaar of 13-14 was, hoorde hij het nummer Changes van 2Pac op de televisie. Dit was het eerste nummer waar hij op meerapte; ook maakte hij er een Nederlandse tekst op, wat zijn eerste geschreven nummer werd. Tot zijn zeventiende hield de rapmuziek hem veel bezig. Vijf jaar later pakte hij het rappen opnieuw op. Van zijn sessies maakte zijn neef Achmedos opnames en plaatste die op YouTube. Hiermee kreeg hij zijn eerste views. Daarna maakte hij ook enkele sessies voor het YouTube-kanaal van Zonamo Underground. Enkele hiervan met rapper Lijpe werden miljoenen malen bekeken. direct volgen er vele hits.

### Debuutsingle#Eenmans
Op 28 april 2014 bracht hij zijn debuutsingle #Eenmans uit via YouTube. Het nummer bracht hij in eigen beheer uit en de tekst gaat er volgens zijn toelichting over, dat hij zijn zaken liever alleen regelt. De tekst werd echter anders ontvangen, vanwege onder meer de volgende regels: "Ik haat die fucking joden nog veel meer dan de nazi's" en "Flikkers geef ik geen hand". Het nummer leidde tot een rel en een rechtszaak. Sinds het begin van de rel en tegenover de rechter verklaarde hij dat zijn teksten verkeerd zouden zijn uitgelegd. Joden zou in de rapmuziek verwijzen naar zionisten en met flikkers zou hij niet homoseksuelen hebben bedoeld maar mensen die iets flikken. Inmiddels had hij op zijn debuutalbum De waarheid een gewijzigde versie geplaatst, getiteld #Eenmans 2.0, waarin 'joden' was vervangen door 'zionisten'. In december 2015 werd hij vrijgesproken; de zaak loopt echter nog omdat het Openbaar Ministerie beroep aantekende. Ondertussen vergrootte hij na de aanslag op Charlie Hebdo (januari 2015) de controverse rondom zijn persoon nog meer door zijn tweet "Fuck Charlie Hebdo, Free Palestina," en zijn uitspraak, dat het magazine de aanslag aan zichzelf te danken had. Ook deze uitspraken leidden tot veel ophef en onbegrip.

### Verdere muzikale loopbaan
Zijn flow wordt wel omschreven als "snel, kaal en hard" en ook wel als "energiek en aanstekelijk agressief". In zijn teksten richt hij zich op het leven van de straat en daarnaast ook op politieke onderwerpen. Door de rellen aan het begin van zijn loopbaan is hij inmiddels voorzichtiger in zijn woordkeuze. Ook zou hij zich beter bewust zijn dat mensen tegen hem opkijken en dat hij een voorbeeldfunctie heeft voor kinderen en jeugd. Volgens hem is de inhoud van zijn boodschap niet veranderd. Teksten inmiddels wel volwassener geworden. Anderzijds heeft het hem er ook bewust van gemaakt, dat hij met zijn boodschappen mensen aan het denken kan zetten. Vooral de Israëlisch-Palestijnse kwestie houdt hem bezig. Nadat Lange Frans hem een artikel had gestuurd over vier doodgeschoten Palestijnse kinderen, schreef hij hierover een lied dat op YouTube anderhalf miljoen maal werd bekeken. Op zijn debuutalbum De Waarheid noemt Houllich de aanslag op vlucht MH17 een "plan van de Amerikanen" en dat de Nederlandse overheid "ervan afweet".
Ook andere clips werden meer dan een miljoen maal bekeken, waarvan #Eenmans, Kan niet hangen met je (met Sevn Alias en MocroManiac) en Morocash meer dan tien miljoen maal. In 2016 bracht hij zijn tweede album uit, Nu of nooit. Net als zijn debuut met De waarheid (2015) bereikte ook dit album de hitlijsten in zowel Nederland als Vlaanderen.